# Methles freyi
Methles freyi är en skalbaggsart som beskrevs av Guignot 1953. Methles freyi ingår i släktet Methles och familjen dykare. Inga underarter finns listade i Catalogue of Life.